# Whewellit
Whewelit – bardzo rzadki minerał organiczny, będący uwodnionym szczawianem wapnia. 
Nazwa pochodzi od brytyjskiego mineraloga, krystalografa, przyrodnik, naukowca i profesora mineralogii na Uniwersytecie w Cambridge Williama Whewella (1794–1866).

## Właściwości
Krystalizuje w układzie jednoskośnym. Wykształca kryształy o pokroju słupkowym, tabliczkowym, zwykle niewielkie, także V-kształtne i w kształcie serca bliźniaki. Występuje w skupieniach masywnych, ziarnistych, gwiaździstych, proszkowych, promienistych, zbitych, pylastych oraz ziemistych. Spotykany również w formie szczotek krystalicznych. Ma połysk szklisty lub perłowy. Posiada najczęściej barwę białą, często bezbarwny. Jest minerałem kruchym, przezroczystym lub przeświecającym. Nierozpuszczalny w wodzie. Rozpuszczalny w kwasach.

## Występowanie
Spotykany w żyłach hydrotermalnych z siarczanami i węglanami, także w septariach, z węglami (kamiennym i brunatnym), geodach, w złożach kruszcowych lub w rudach uranu. Drobne kryształy były znalezione w tkankach roślinnych, powstaje także jako produkt oddziaływania porostów czy grzybów na skały węglanowe bądź krzemianowe. Współwystępuje z takimi minerałami jak kalcyt, syderyt, chalcedon, epidot, miedź, baryt, celestyn, piryt, sfaleryt, ozokeryt. Występuje w Czechach, Niemczech, Rosji, Stanach Zjednoczonych (Utah, Oregon), Australii, Francji, Rumunii, we Włoszech. W Polsce stwierdzony na Górnym Śląsku.

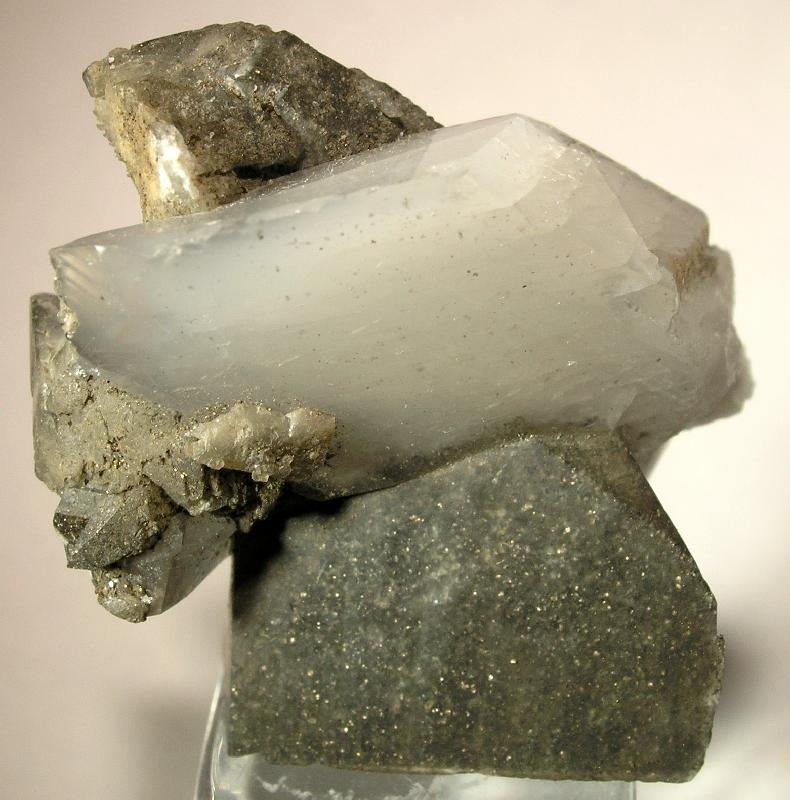
biały okaz z Niemiec